# Let's Get It: Thug Motivation 101
Let's Get It: Thug Motivation 101 è il terzo album in studio del rapper statunitense Young Jeezy, pubblicato per la Def Jam Recordings.

## Descrizione
Dall'album sono stati estratti i singoli And Then What/Trap or Die, Soul Survivor, My Hood e Go Crazy. Quest'ultimo fu remixato insieme al rapper Jay-Z ed inserito nella versione inglese del disco. L'album vinse il disco di platino e riuscì a vendere 1 700 000 copie solo negli Stati Uniti e 2 milioni e mezzo nel resto del mondo.
Il disco uscì anche in versione clean, cioè censurata, ed il linguaggio non poco crudo, venne sostituito da spazi vuoti ed effetti sonori.

## Tracce
1. Thug Motivation 101 – 3:14
2. Standing Ovation – 4:14
3. Gangsta Music – 4:02
4. Let's Get It/Sky's the Limit – 3:42
5. And Then What (feat. Mannie Fresh) – 4:05
6. Go Crazy – 4:13
7. Last of a Dying Breed (feat. Trick Daddy, Young Buck & Lil' Will) – 3:56
8. My Hood – 4:00
9. Bottom of the Map – 4:21
10. Get Ya Mind Right – 3:41
11. Trap Star – 3:52
12. Bang (feat. T.I. & Lil' Scrappy) – 4:28
13. Don't Get Caught – 4:17
14. Soul Survivor (feat. Akon) – 4:40
15. Trap or Die (feat. Bun B) – 4:00
16. Tear It Up (feat. Lloyd & Slick Pulla) – 4:29
17. That's How Ya Feel – 4:03
18. Talk To Em – 4:23

Traccia bonus
1. Air Forces – 4:01